# Divisió d'Honor B de Rugbi
La Divisió d'Honor B és la segona divisió del rugbi espanyol, gestionada per la Federació Espanyola de Rugbi. Des de la temporada 2013-14 està formada per tres grups (Nord, Sud i Est) amb un total de 26 equips participants. A la temporada 2012-13, la competició la formaven dos grups de vuit equips. Anteriorment existia només un grup de deu equips.

## Temporada 2013–14
La temporada 2013-2014 serà de transició fins a la 2014-15 a on es fusionarà la divisió d'honor b amb primera nacional.
Per primera vegada des de la seva creació, la segona categoria del rugbi tindrà tres grups amb un total de 26 equips. Els dos primers de cada grup (Nord: 8 equips, Est:9 equips i Sud :9 equips) lluitaran per la fase d'ascens a Divisió d'honor.
La fase d'ascens estarà formada per dos grups de tres equips. Els dos guanyadors de cada grup disputaran la final a partit únic i en camp neutral. El guanyador pujarà a Divisió d'Honor i el perdedor jugarà una eliminatòria de promoció contra l'equip classificat en onzè lloc de la màxima categoria.

### Grup Nord (A)
| Equip                | Estadi                | Localitat     | Font d'informació | 2012–13                   |
| -------------------- | --------------------- | ------------- | ----------------- | ------------------------- |
| Oviedo               | El Naranco            | Oviedo        | [ 6 ]             | 3r                        |
| Eibar                | Unbe                  | Eibar         | [ 7 ]             | 6è                        |
| Pegamo Bera Bera     | Miniestadio de Anoeta | Sant Sebastià | [ 8 ]             | 7è                        |
| CRAT Univ. da Coruña | Acea da Ma            | La Corunya    | [ 9 ]             | 8è                        |
| Durango              | Arripausueta          | Durango       | [ 10 ]            | 10è                       |
| Uribealdea           | Atxurizubi            | Mungia        | [ 11 ]            | Prom. de Primera Nacional |
| Babyauto Zarautz     | Asti                  | Zarautz       | [ 12 ]            | Prom. de Primera Nacional |
| Universitario Bilbao | El Fango              | Bilbao        | [ 13 ]            | Prom. de Primera Nacional |

### Grup Est (B)
| Equip                            | Estadi             | Ciutat                    | Web                             | 2012–13                   |
| -------------------------------- | ------------------ | ------------------------- | ------------------------------- | ------------------------- |
| C.R. Sant Cugat                  | La Guinardera      | Sant Cugat del Vallès     | [ 14 ]                          | 2n al Grup A              |
| Les Abelles                      | Quatre Carreres    | València                  | [ 15 ]                          | 2n al Grup B              |
| CAU Valencia                     | Camp del Riu Túria | València                  | [ 16 ]                          | 3r                        |
| FC Barcelona                     | La Teixonera       | Barcelona                 | http://www.fcbrugby.com/        | 4t                        |
| RC L'Hospitalet                  | Feixa Llarga       | L'Hospitalet de Llobregat | http://www.rugbyhospitalet.com/ | 5è                        |
| BUC                              | La Foixarda        | Barcelona                 | http://www.buc.cat/             | 9è                        |
| CR La Vila                       | El Pantano         | La Vila Joiosa            | [ 17 ]                          | Descens Divisió d'Honor   |
| RC Tecnidex València             | Quatre Carreres    | València                  | [ 18 ]                          | Prom. de Primera Nacional |
| Club Natació Poble Nou-Enginyers | Mar Bella          | Barcelona                 | [ 19 ]                          | Prom. de Primera Nacional |

### Grup Sud (C)
| Equip                           | Estadi                  | Ciutat                     | Web                               | 2012–13                   |
| ------------------------------- | ----------------------- | -------------------------- | --------------------------------- | ------------------------- |
| Alcobendas Rugby                | Las Terrazas            | Alcobendas                 | [ 20 ]                            | 1er                       |
| CD Arquitectura                 | Campo Central           | Madrid                     | [ 21 ]                            | 4t                        |
| CR Atlético Portuense           | Polideportivo Municipal | El Puerto de Santa María   | [ 22 ]                            | 5è                        |
| CR Liceo Francés                | Ramón Urtubi            | Madrid                     | [ 23 ]                            | 6è                        |
| CD Universidad de Granada Rugby | Fuentenueva             | Granada                    | [ 24 ]                            | 7è                        |
| Helvetia Rugby                  | La Cartuja              | Sevilla                    | [ 25 ]                            | 8è                        |
| AD Ingenieros Industriales      | El Cantizal             | Las Rozas de Madrid        | [ 26 ]                            | 9è                        |
| XV Sanse Scrum RC               | Dehesa Boyal            | San Sebastián de los Reyes | http://www.xvsansescrumrugby.com/ | Prom. de Primera Nacional |
| CAU Madrid                      | Orcasitas               | Madrid                     | [ 27 ]                            | Prom. de Primera Nacional |

## Temporada 2012-13
El sistema de competició fins aquesta temporada fou una lliga regular dividida en dos grups a dos voltes (anada i tornada) de 8 equips cada grup per acabar en uns Play-Off pel títol i ascens a Divisió d'Honor. Al final de la lliga regular els dos primers classificats de cada grup s'enfrontaven entre si amb un sistema d'eliminatòries a doble partit (anada i tornada)i una final a partit únic. Aquest sistema fa un total de 18 jornades i 69 partits.

### Sistema de puntuació i d'ascens o descens
- Cada victòria suma 4 punts.
- Cada empat suma 2 punts.
- Quatre assajos en un partit sumen 1 punt de bonus.
- Perdre per una diferència de set punts o inferior suma 1 punt de bonus.

Des de la temporada 2008-2009 el sistema d'ascens i descens de categoria és el següent:
- Ascens directe a la Divisió d'Honor del guanyador de la final
- Promoció d'ascens entre el novè de la Divisió d'Honor i el finalista de la Divisió d'Honor B.
- Promoció de descens entre els dos darrers equips de cada grup al final de la lliga regular, en partit a doble volta (la tornada en el camp del penúltim).

### Grups I i II, temp. 2012-2013
Grup I
| Club                  | Ciutat                    | Estadi                |
| B.U.C.                | Barcelona                 | La Foixarda           |
| C.R.A.T. Coruña       | La Corunya                | Acea da Ma            |
| C.R. Sant Cugat       | Sant Cugat del Vallès     | La Guinardera         |
| Durango Ilarduya R.T. | Durango                   | Arripausueta          |
| Eibar R.T.            | Eibar                     | Complejo de Unbe      |
| FC Barcelona          | Barcelona                 | La Foixarda           |
| Independiente R.C.    | Santander                 | Mies de Cozada        |
| Oviedo Feve R.C.      | Oviedo                    | Campo del Naranco     |
| Pegamo Bera Bera R.T. | Sant Sebastià             | Miniestadio de Anoeta |
| R.C. L'Hospitalet     | L'Hospitalet de Llobregat | Feixa Llarga          |

Grup II
| Club                   | Ciutat                          | Estadi                              |
| Alcobendas Rugby       | Alcobendas                      | Las Terrazas (Madrid)               |
| A.D. Ing. Industriales | Las Rozas de Madrid             | El Cantizal                         |
| CAU Valencia           | València                        | Campo del Río Turia                 |
| C.D. Arquitectura      | Madrid                          | Estadio Nacional Complutense        |
| C.D. Hercesa           | Alcalá de Henares / Guadalajara | Antonio Machado / Fuente de la Niña |
| C.D.U. Granada         | Granada                         | Fuentenueva                         |
| C.R.At. Portuense      | Pto. Sª María                   | C.D Puerto de Santa María           |
| C.R. Les Abelles       | València                        | Quatre Carreres                     |
| C.R. Liceo Francés     | Madrid                          | Ramón Urtubi                        |
| Helvetia Rugby         | Sevilla                         | La Cartuja                          |